# Canton de Pamiers-Est
Le canton de Pamiers-Est est une ancienne division administrative française située dans le département de l'Ariège.

## Composition
Le canton de Pamiers-Est se composait d’une fraction de la commune de Pamiers et de neuf autres communes. Il comptait 15 749 habitants (population municipale) au 1er janvier 2012.
| Nom                   | Code Insee | Intercommunalité                | Population (dernière pop. légale)              |
| --------------------- | ---------- | ------------------------------- | ---------------------------------------------- |
| Pamiers (chef-lieu)   | 09225      | CC des Portes d'Ariège Pyrénées | Fraction : 9 603(2012) Commune : 15 518 (2014) |
| Arvigna               | 09022      | CC des Portes d'Ariège Pyrénées | 237 (2014)                                     |
| Bonnac                | 09060      | CC des Portes d'Ariège Pyrénées | 722 (2014)                                     |
| Le Carlaret           | 09081      | CC des Portes d'Ariège Pyrénées | 275 (2014)                                     |
| Les Issards           | 09145      | CC des Portes d'Ariège Pyrénées | 246 (2014)                                     |
| Ludiès                | 09175      | CC des Portes d'Ariège Pyrénées | 71 (2014)                                      |
| Les Pujols            | 09238      | CC des Portes d'Ariège Pyrénées | 764 (2014)                                     |
| Saint-Amadou          | 09254      | CC des Portes d'Ariège Pyrénées | 257 (2014)                                     |
| La Tour-du-Crieu      | 09312      | CC des Portes d'Ariège Pyrénées | 3 071 (2014)                                   |
| Villeneuve-du-Paréage | 09339      | CC des Portes d'Ariège Pyrénées | 783 (2014)                                     |

## Démographie
| 1990   | 1999   | 2006   | 2011   | 2012   |
| ------ | ------ | ------ | ------ | ------ |
| 11 552 | 12 121 | 13 560 | 15 496 | 15 749 |

## Histoire
Le canton de Pamiers-Est est créé par décret en décembre 1984 par division du canton de Pamiers en vue des élections cantonales de 1985.

## Administration
| Période | Période | Identité            | Étiquette | Qualité                                                     |
| ------- | ------- | ------------------- | --------- | ----------------------------------------------------------- |
| 1985    | 1992    | Jean-Pierre Caumeil | PS        | Enseignant, premier adjoint au maire de Pamiers (1989-1995) |
| 1992    | 1998    | Jean Vigneron       | PS        | Chef d'entreprise, maire de Bonnac (1977-1995)              |
| 1998    | 2015    | André Montané       | PS        | Enseignant en retraite, conseiller municipal de Pamiers     |